# Lycenchelys platyrhina
Lycenchelys platyrhina är en fiskart som först beskrevs av Jensen 1902.  Lycenchelys platyrhina ingår i släktet Lycenchelys och familjen tånglakefiskar. Inga underarter finns listade i Catalogue of Life.